# パンテーン
パンテーン（Pantene）は、プロクター・アンド・ギャンブル（P&G）のヘアケア製品ブランドで、日本を始めとして200か国以上で販売されている。日本向けの商品はP&Gジャパン研究所が企画・開発し、主にタイ国で生産している。

## 商品名の由来
「パンテーン」という商品名はビタミンB5の前駆体であるプロビタミンB5の別名パンテノールから名付けられた。
なお、プロビタミンB5はパンテーンに配合されている成分の1つである。

## 歴史
パンテーンは当初、スイスのエフ・ホフマン・ラ・ロシュによりヘアケア製品として開発された。日本では1956年に発売され、製造元は日本ロシュ（現・中外製薬）、販売元は塩野義製薬であった。
当時は女性用ヘアケア商品のみならず、男性用の薬用ヘアトニックも展開されており、塩野義製薬の一社提供番組として知られる「ミュージックフェア」では、仲代達矢が出演する男性用薬用ヘアトニックのテレビCMや、宮崎総子がナレーションを担当する女性用ヘアケア商品のテレビCMが放映されていた。（宮崎総子は仲代達矢の義妹にあたる。）
1983年、パンテーンは米・ノースカロライナ州グリーンズボロに本社を置く製薬・化学会社、リチャードソン・ヴィックス（英: Richardson-Vicks）へ譲渡され、日本での製造元は日本ヴィックスに変更された。
そして、1985年にプロクター・アンド・ギャンブル（P&G）がリチャードソン・ヴィックスを買収し、パンテーンはP&Gのブランドとなった。
その後、パンテーンは1994年にビリオンダラーブランド（売上10億ドル超のブランド）となり、現在はP&Gの中核ブランドの1つになっている。

## 日本での販売
1万人以上の日本人女性の声を基に、髪の健康を追求したシリーズだとされ、プロビタミンが配合されている。
2019年11月時点では、"新「パンテーン」"・「ミラクルズ」・「ベーシックライン」に大別されており、それぞれに髪のタイプに合わせたライン（"新「パンテーン」"と「ミラクルズ」はラインに属さない製品もあり）を設けて細分化されている。
なお、1956年から販売されていた男性用の薬用ヘアトニックは、P&Gにブランドが譲渡された後も2007年まで販売（製造はOEMメーカーの日本コルマー）が続けられていた。

### 2007年
クリニケアはウエラと共同開発から誕生を設定した。

### 2008年
9月 - 主力の「エクストラダメージケア」と「シルキースムースケア」の内容が変更（プロビタミンB5・補修コンディショニング成分の増量）され、容器デザイン（一部を除く）・ブランドロゴが刷新された。

### 2009年
2月 - 「エクストラダメージケア」の「ディープリペアヘアマスク」の中身・パッケージ（フリップ式の新容器を採用）が変更された。

### 2010年
2月 -「エクストラダメージケア」の新アイテムとして、14日間3日に一度使用する1本使いきりタイプの集中ケアトリートメント5本セット「濃厚トリートメントプログラム」が発売された。
5月 -「エクストラダメージケア」・「シルキースムースケア」のシャンプー・コンディショナー・トリートメント及び「エクストラダメージケア ディープリペアヘアマスク」の処方改良が行われた。
10月 -「クリニケア」が処方を含めた全面リニューアルが行われ、シャンプーとコンディショナーには新たにポンプサイズを設定した。

### 2011年
2月 -「高純度カシア処方（カッシアヒドロキシプロピルトリモニウムクロリド・コンディショニング成分）」が配合された新シリーズ「ナチュラルケア」を発売した。
8月 -「エクストラダメージケア」の新アイテムとして、洗い流さないタイプのオイルトリートメント「アドバンストダメージリペアオイル」を発売した。

### 2012年
2月 -「エクストラダメージケア」・「シルキースムースケア」・「ナチュラルケア」を改良。併せて、「エクストラダメージケア 毛先集中セラム」、「シルキースムースケア まとまり持続エッセンス」、「ナチュラルケア ナチュラルシャインエッセンス」の3アイテムを追加した。
9月 -「アクアピュア」を発売。こちらは一部の取扱店に限られる（ラインナップの項を参照）。

### 2013年
4月 -「エクストラダメージケア」と「シルキースムースケア」のシャンプー・コンディショナーを改良。併せて、つめかえ用は通常サイズ（330ml/330g）に加え、2個分容量（660ml/660g）の特大サイズ、約3個分容量（960ml/960g）の超特大サイズが追加され3サイズとなった。更に、一部販売店限定で販売されているノンシリコン処方のラインには「アイスシャイン」シリーズを発売し、既発売の「アクアピュア」シリーズのパッケージデザインをリニューアルした。
9月 - トリートメント類2アイテムを追加し、「エクストラダメージケア」には「ダメージブロッカー」をシャンプー比6倍配合し、タオルドライ前に使用する洗い流さないトリートメント「ダメージブロックミストエッセンス」を、「シルキースムースケア」にはインバストリートメント「なめらか濃厚トリートメント」とアウトバストリートメント「なめらかエッセンス」がセットになっており、インバストリートメントを2日間、アウトバストリートメントを5日間使用して1クールとし、2クール（14日間）集中使用する「まとまり・なめらかさ持続14日間キット」を発売した。

### 2014年
4月 - トリートメント成分としてビタミンEを配合したヘアオイルタイプの洗い流さないトリートメント「エクストラダメージケア 集中補修オイル」を発売した。
8月 -「エクストラダメージケア」と「シルキースムースケア」のコンディショナーを改良（リニューアルに合わせてシャンプーもパッケージリニューアル）。翌月には、従来の「ナチュラルケア」に替わる大人向けボリュームアップラインとなる「エクストラボリューム」シリーズ5アイテム（シャンプー・コンディショナー・トリートメントEX・リフトアップミスト・ナチュラルシャインエッセンス）が発売された。

### 2015年
3月 -「エクストラダメージケア」・「シルキースムースケア」・「エクストラボリューム」の「トリートメントEX」を「デイリー補修トリートメント」に商品名を変更してリニューアル発売。特に、「エクストラダメージケア」と「シルキースムースケア」の「デイリー補修トリートメント」はダメージ補修微粒子を配合し、「ピンポインティング補修テクノロジー」を採用。また、レギュラーサイズ（180g、「エクストラボリューム」は改良に伴い内容量を170gに変更）に加え通常品の約2個分の容量とした大容量サイズ（「エクストラダメージケア」・「シルキースムースケア」は330g、「エクストラボリューム」は310g）を追加設定した。併せて、「エクストラダメージケア」・「シルキースムースケア」・「エクストラボリューム」の各トリートメント製品9アイテムもパッケージリニューアルした。
9月 -「エクストラダメージケア」・「シルキースムースケア」・「エクストラボリューム」のシャンプーとコンディショナーをリニューアル。特にコンディショナーにおいてはアミノ酸の一種であるヒスチジンが全てのシリーズに配合された。また、内容量が変更となり、レギュラーサイズは増量（190ml/190g → 200ml/200g）、ポンプサイズとつめかえ用は減容した（ポンプサイズ:480ml/480g → 450ml/450g(「エクストラボリューム」は据え置き)、つめかえ用:(エクストラダメージケア、シルキースムースケア)330ml/330g・(エクストラボリューム)325ml/325g → 300ml/300g、つめかえ用特大サイズ:(エクストラダメージケア、シルキースムースケア)660ml/660g・(エクストラボリューム)645ml/645g → 600ml/600g、つめかえ用超特大サイズ:(エクストラダメージケア、シルキースムースケア)960ml/960g・(エクストラボリューム)940ml/940g → 880ml/880g）。翌月には、「エクストラダメージケア」の「ディープリペアヘアマスクEX」を刷新し、「エクストラダメージケア コンディショナー」比2倍量のヒスチジンが配合された「バージンシャインヘアマスク」を発売した。

### 2016年
3月 -「エクストラダメージケア」・「シルキースムースケア」・「エクストラボリューム」の洗い流さないトリートメントの改良を行い、コンディショナー同様にヒスチジンが配合された風呂上がりに使用する夜用のミルクタイプ「ディープリペアミルク」と、スタイリング前に使用する朝用のミストタイプ「トリートメントウォーター」を発売した。これにより、「エクストラダメージケア」の専用アイテム（バージンシャインヘアマスク、集中補修オイル、濃厚トリートメントプログラム）を除き、「エクストラダメージケア」・「シルキースムースケア」・「エクストラボリューム」の各ラインナップが統一されることとなった。
4月 - 紺のパッケージデザインの期間限定品「デイリーモイスチャートリートメント」を発売。ヒスチジンを通常の洗い流すトリートメントよりも2倍配合し、ハイドラダメージ補修成分を配合。香りはフルーティフローラルの香りとしている。単品では300g入りの大容量サイズのみの設定だが、シャンプー・コンディショナーのポンプサイズとトリートメントをセットにした「3ステップシステムパック」では半分量の150gがセットされる。
9月 -「エクストラダメージケア」と「シルキースムースケア」のコンディショナーの改良を行い「トリートメントコンディショナー」に改名するとともに、各ラインの「デイリー補修トリートメント」も世界中で発売されている「パンテーン」の中で最も多くのコンディショニング成分を配合した製品としてリニューアル。リニューアルに伴って内容量を減容した（トリートメントコンディショナー ポンプ:450g→400g、つめかえ用:300g→240g、つめかえ用特大:600g→490g、つめかえ用超特大:880g→730g　デイリー補修トリートメント 通常サイズ:180g(エクストラダメージケア・シルキースムースケア)/170g(エクストラボリューム)→150g、特大サイズ:330g(エクストラダメージケア・シルキースムースケア)/310g(エクストラボリューム)→300g）。併せて、各ラインのシャンプーと「エクストラボリューム」のコンディショナーのパッケージデザインをリニューアルした（パッケージリニューアル品の内容量は据え置き）。
11月 - 40度の温水の中に入れて3分間温めてから使用する1回1本使いきりタイプの洗い流すトリートメント「『温ケア』濃厚トリートメント集中プログラム」を期間限定で発売（単品は5本入り）。なお、「エクストラダメージケア」の限定パッケージ品（シャンプー・トリートメントコンディショナー）と「『温ケア』濃厚トリートメント集中プログラム」1本の計3点をセットした「ウィンターレスキュープログラム」も限定発売された。

### 2017年
3月 - 各ラインに設定されているミルクタイプの洗い流さないトリートメント「ディープリペアミルク」を「インテンシブ ヴィタミルク」に改名しリニューアルした。
4月 - 2016年に発売された「デイリーケアトリートメント」と同じ紺色のパッケージとした期間限定品「インテンシブ ヴィタミルク パサついてまとまらない髪用」を発売。
8月 - 従来の「エクストラボリューム」を刷新した新シリーズ「エアリーふんわりケア」を発売。このタイミングで、コンディショナーは先行でリニューアルした「エクストラダメージケア」・「シルキースムースケア」と同じトリートメントinコンディショナーとなった。同時に「エクストラダメージケア」と「シルキースムースケア」のシャンプー・トリートメントinコンディショナー（トリートメントコンディショナーから改名）・デイリー補修トリートメントを「エアリーふんわりケア」と統一したパッケージデザインに変更するリニューアルを行い、シャンプーとトリートメントinコンディショナーのつめかえ用は内容量を増量した（シャンプー:300ml/600ml/880ml → 330ml/660ml/950ml、トリートメントinコンディショナー:240g/490g/730g → 300g/600g/860g）

### 2018年
3月 - シャンプーに「ミセラー粒子」が配合された新ライン「ミセラー（ピュア&クレンズ、ピュア&モイスト）」をECサイトで先行発売。同年4月に店頭でも発売された。
9月 - コンディショニング成分「リポショット（セタノール/ステアリルアルコール）」が配合された最上級ライン「ミラクルズ」を発売。遅れて「ミセラー」に「ピュア&ナチュル」を追加発売。3ラインとなる。

### 2019年
11月 -  "新「パンテーン」"として、シャンプー（ノンシリコンタイプ）及びトリートメントの「ミセラー」を「スカルプ クレンズ」と「ボリューム」の2種類に再編するとともに、美容乳液が配合された新ラインとして「プレミアム ダメージ リペアー」と「スーパー モイスト スムース」を追加して4ラインとし、洗い流さないトリートメント3種（リペアー ゴールデン カプセル ミルク、セッティング スタイル ウォーター ミスト、スカルプ&ヘアー リフレッシング ミスト）を発売。なお、「エクストラダメージケア」・「モイストスムースケア」・「エアリーふんわりケア」は「ベーシックライン」として継続販売される。また、「ミラクルズ」には、ミルクとジェリーの2層式トリートメント「デュアル エフェクト ミルクジェリー」が発売された。

### 2020年
4月 -「ミラクルズ」に「グロッシー シェイクアクアオイル」、「ボリューム ドライシャンプー」、「スムース ジェリーバーム」を発売。
10月 -「ミラクルズ」に新ライン「カラーシャイン」が追加され、シャンプー、トリートメント、カプセルミックスクリームの3品を発売。シャンプーは「パンテーン」初となるサルフェート（硫酸系界面活性剤）無添加となる。
11月 - ジェル・ヴェール美容乳液が配合された洗い流すトリートメント「ウェザー プルーフ トリートメント」を発売。

### 2021年
3月 - 紫外線カット機能を謳うオイルタイプの洗い流さないトリートメント「UVカット ヘアオイル」を発売。
4月 -「ミセラー」を約1年5ヶ月ぶりに独立シリーズの「PRO-V ミセラー」として全面刷新され、旧「ミセラー」（2019年10月以前）から引き継いだ「ピュア&クレンズ」、「ピュア&モイスト」に加え、「ピュア&ローズウォーター」を追加して3タイプとなる。
9月 - 新シリーズ「エフォートレス」を発売。シャンプーとトリートメントは従来の「プレミアム ダメージ リペアー」の後継となる「コンプリートナイト リペアー」、従来の「スーパー モイスト スムース」の後継となる「グッドモーニング スムース」の2ラインとなり、従来の「リペアー ゴールデン カプセル ミルク」の後継となる洗い流さないトリートメント「クイック リペアー カプセル ヴィタミルク」と、シリーズ組み入れに伴ってリニューアルとなる「ウェザープルーフ トリートメント」と「UVカット ヘアオイル」で構成される。また、シャンプーとトリートメントの詰替用は、単一素材にすることでリサイクル可能（指定された回収ボックス経由で適切に回収された場合）なことを謳うエコパウチが設定された。

### 2022年
2月 - ベーシックラインをリニューアル。「エクストラダメージケア」はシャンプーにもダメージ補修成分が配合され、洗い流すトリートメント（デイリー補修トリートメントから製品名を変更）はダメージ補修成分が高濃度化。「モイストスムースケア」はシャンプー・トリートメントinコンディショナー・洗い流すトリートメントの保湿成分が改良された。また、3ラインで設定されていた「トリートメントウォーター」を「瞬間うるおい補給 トリートメントウォーター」に集約、従来は「エクストラダメージケア」で発売されていた濃厚トリートメントプログラム・集中補修オイル・バージンシャインヘアマスクは「インテンシブ ダメージリペアー」として独立され、ヘアクリーム・ヘアマスク・ヘアオイルにそれぞれ改名された。
10月 - カプセル型・1回使い切りタイプの洗い流すトリートメント「マカロン ヘアマスク」を発売。

### 2023年
2月 - 「インテンシブ ダメージリペアー」のうち、ヘアマスクとヘアオイルを「ディープダメージリペアー」へ移行しリニューアル。ヘアマスクはコンディショニング成分としてケラチン（加水分解ケラチン）が配合され、内容量は従来の「インテンシブ ダメージリペアー」から増量した（150g→170g）。ヘアオイルは保湿成分としてアルガンオイル（アルガニアスピノサ核油）が配合され、内容量は従来の「インテンシブ ダメージリペアー」の約2.3倍量となる70mlとなり、外装パッケージが省かれた。
3月 - 「マカロン ヘアマスク」に「うるさらリッチ」が追加発売された。
4月 - 「ミラクルズ」に新シリーズの「シルキーリペア」・「うるおいブースト」を発売。
9月 - 「ミラクルズ」に「ボンドリペア」シリーズを追加し、ECサイトで先行発売（店頭では翌月発売）。

## ラインナップ
- ベーシックライン
  - エクストラダメージケア
    - シャンプー
    - トリートメントinコンディショナー
    - 洗い流すトリートメント（旧:デイリー補修トリートメント）
    - インテンシブ ヴィタミルク

  - モイストスムースケア
    - シャンプー
    - トリートメントinコンディショナー
    - 洗い流すトリートメント（旧:デイリー補修トリートメント）
    - インテンシブ ヴィタミルク

  - エアリーふんわりケア
    - シャンプー
    - トリートメントinコンディショナー
    - 洗い流すトリートメント（旧:デイリー補修トリートメント）
    - インテンシブ ヴィタミルク

  - 瞬間うるおい補給 トリートメントウォーター
  - ディープダメージリペアー
    - ヘアマスク（旧:エクストラダメージケア バージンシャインヘアマスク）
    - ヘアオイル（旧:エクストラダメージケア 集中補修オイル）

  - インテンシブ ダメージリペアー ヘアクリーム（旧:エクストラダメージケア 濃厚トリートメントプログラム）

- ミラクルズ
  - ボンドリペア
    - モイスチャー&パワーリペア シャンプー
    - モイスチャー&パワーリペア トリートメント
    - ヘアマスク
    - カラーシャイン&リペア シャンプー
    - カラーシャイン&リペア トリートメント
    - カラーシャイン&リペア ヘアマスク

  - ヒートプロテクションヘアオイル
  - シルキーリペア
    - シャンプー
    - トリートメント
    - ヘアオイル

  - うるおいブースト
    - シャンプー
    - トリートメント
    - ミルクウォーターセラム

  - カラーシャイン
    - シャンプー
    - トリートメント
    - カプセルミックスクリーム

  - リッチモイスチャー
    - シャンプー
    - トリートメント

  - クリスタルスムース
    - シャンプー
    - トリートメント

  - デュアル アクティブ オイルセラム
  - デュアル エフェクト ミルクジェリー
  - リプレニシング オーバーナイト ミルク

- エフォートレス
  - コンプリートナイト リペアー
    - シャンプー
    - トリートメント

  - グッドモーニング スムース
    - シャンプー
    - トリートメント

  - クイックリペアー カプセル ヴィタミルク
  - ウェザープルーフトリートメント
  - UVカットヘアオイル

- PRO-V ミセラー
  - ピュア&クレンズ
    - シャンプー
    - トリートメント

  - ピュア&ローズウォーター
    - シャンプー
    - トリートメント

  - ピュア&モイスト
    - シャンプー
    - トリートメント

- マカロン ヘアマスク
  - うるつやリッチ
  - 色つやリッチ
  - うるさらリッチ

### 販売終了品
- エクストラダメージケア 
  - デイタイムリペアエッセンス
  - ディープリペアエッセンス
  - ダメージブロックミストエッセンス
  - ナイトエステセラム
  - 毛先集中補修セラム
  - アドバンストダメージリペアオイル

- シルキースムースケア
  - まとまり持続エッセンス
  - シルキーシャインエッセンス
  - シルキースムースエッセンス
  - まとまり・なめらかさ持続14日間キット

- モイストスムースケア
  - トリートメントウォーター

- エクストラボリューム
  - リフトアップミスト
  - ナチュラルシャインエッセンス

- エアリーふんわりケア
  - トリートメントウォーター

- 期間限定品
  - デイリーモイスチャートリートメント
  - インテンシブヴィタミルク パサついてまとまらない髪用

- ミセラー
  - ピュア&クレンズ
    - シャンプー
    - トリートメント

  - ピュア&モイスト
    - シャンプー
    - トリートメント

  - ピュア&ナチュル
    - シャンプー
    - トリートメント

  - ミラクルズ
    - エナルジーデイ ミスト
    - グロッシー シェイクアクアオイル（洗い流さない2層トリートメント）
    - ボリューム ドライシャンプー
    - スムース ジェリーバーム

- ミー
  - プレミアム ダメージ リペアー
    - シャンプー
    - トリートメント

  - スーパー モイスト スムース
    - シャンプー
    - トリートメント

  - ミセラー スカルプ クレンズ
    - シャンプー
    - トリートメント

  - ミセラー ボリューム
    - シャンプー
    - トリートメント

  - スカルプ&ヘアー リフレッシングミスト
  - セッティング スタイル ウォーター ミスト

- パンテーンクリニケア
  - 髪のうねり・くせ用
    - シャンプー
    - コンディショナー
    - ヘアマスク
    - ヘアセラム
    - インナーバランスコンセントレート

  - 毛先までパサついて傷んだ髪用
    - シャンプー
    - コンディショナー
    - ワンウォッシュトリートメント
    - ヘアエッセンス
    - アブソリュートフュージョンクリーム
    - シャイニーリフレクションオイル

  - ハリ・コシが足りない髪用 
    - シャンプー
    - コンディショナー
    - トリートメントマスク
    - ボリュームアップスプレー
    - ボリューム・リバイタライズ・セラム

- アクアピュア（一部販売店限定）
  - シャンプー
  - コンディショナー
  - トリートメント

- アイスシャイン（一部販売店限定）
  - シャンプー
  - コンディショナー
  - トリートメント

## CM

### 現在のCM出演者
- 今田美桜
- イシヅカユウ
- 浅倉カンナ
- 高橋尚子（たかはし・しょうこ、YouTuber）

### 過去CM出演者
- 大西啓子 - P&Gへ移行後の初代出演者、ピアニスト・1990年ミス・インターナショナル日本代表
- 大原弘美
- 伊知地聖子
- 船田幸
- 藤本恭子
- 中村江里子
- 小沢真珠
- 横山めぐみ
- 佐藤めぐみ
- ミムラ
- 西原亜希
- 水川あさみ
- 寺川綾
- 成海璃子
- 新垣結衣
- 藤澤恵麻
- 綾瀬はるか
- 大野いと
- 中山美穂
- 石田ゆり子
- 夏帆
- 川口春奈
- 小雪
- 富岡佳子
- 菜々緒 - 女性向けカミソリブランド「ジレット ヴィーナス」のCMにも出演している。
- 石田ニコル
- 平塚麗奈
- 上田千尋
- 山本あい
- 有村架純 - スキンケアブランド「SK-II」のCMにも出演している。
- 滝沢眞規子
- 黒柳徹子
- りゅうちぇる
- 仲代達矢 - 日本ロシュ製造、塩野義製薬販売時代の男性用ヘアトニックのCMに出演していた。
- 宮崎総子 - 日本ロシュ製造、塩野義製薬販売時代の女性用ヘアケア製品のCMでナレーションを担当していた。

### CMソング
- 幸せの探し方 / 竹内まりや
- うれしくてさみしい日(Your Wedding Day) / 竹内まりや - パンテーンと結婚情報誌「ゼクシィ」とのコラボレーションソング。
- Beautiful days / 古内東子
  - 2009年には前川清の長男・前川紘毅がピアノでカバー、「キレイの力」プロジェクト[15]でCM曲として起用されていた。
- Twinkle Days / chay
  - なお、chayが出演するバージョンのTVCMも放映されていた。
- Wishes / chay

### その他
- 水川、綾瀬、西原、新垣、成海の5人はパンテーンが協賛するスペシャルドラマ『P&Gパンテーンドラマスペシャル』のヒロイン（番組内ではヒロインが出演する特別CMが放送された）。
- アジアズ・ゴット・タレント (シーズン1)（英語版）（2015年）のスポンサーだった。